# 彼得·蒙迪
彼得·蒙迪（Peter Mundy，1597年—1667年）是一位英国商人、旅行家和作家。他曾在不列颠东印度公司工作，並游历亚洲（印度）、俄罗斯和欧洲等多個地區。 1663年後彼得·曼迪不再外出旅行。